# Cmentarz żydowski w Trzcielu
Cmentarz żydowski w Trzcielu – znajduje się na wzgórzu nad brzegiem Jeziora Żydowskiego, przy asfaltowej (w tym miejscu) drodze do Jabłonki Starej (przedłużenie ul. Granicznej w Trzcielu). Ma powierzchnię 0,65 ha i jest jednym z najlepiej zachowanych cmentarzy żydowskich w województwie lubuskim. Został uporządkowany staraniem uczniów II LO w Gorzowie Wielkopolskim, Polskiej Unii Studentów Żydowskich oraz Akcji Pokuta. Najstarszy spośród 58 zachowanych do dnia dzisiejszego nagrobków pochodzi z 1779, a pierwsza wzmianka o kirkucie z roku 1745. Pierwsze nagrobki wykonywano z kamieni polnych; nagrobki te znajdują się najwyżej na zboczu wzgórza i mają jedynie napisy hebrajskie. Późniejsze macewy kuto w kamieniach ozdobnych (piaskowiec, granit, marmur) i zazwyczaj wyposażano w napisy dwujęzyczne (hebrajskie i niemieckie), niejednokrotnie z obu stron płyty. Macewy wykonane z najcenniejszych materiałów (granit, marmur) zostały rozkradzione w pierwszych latach po II wojnie św. (część połamanych macew, zapewne przygotowanych do wywózki można jeszcze dostrzec przy szosie). Granitową tablicę pamiątkową w językach polskim i hebrajskim odsłonięto 6. sierpnia 2014 r.